# Stalag XII E
Stalag XII E – niemiecki obóz jeniecki okresu II wojny światowej.
Prawdopodobnie wiosną 1941 w XII Okręgu Wojskowym została powołana komenda stalagu oraz batalion wartowniczy. Z początkiem czerwca 1941, w koszarach 71 pułku piechoty w Zambrowie, zorganizowano obóz przejściowy dla jeńców sowieckich. Pierwsi jeńcy przybyli obozu już w czerwcu 1941 roku. Skoszarowano ich w 6 budynkach koszarowych i dawnych stajniach. W początkowym okresie w obozie znajdowało się około 8000 jeńców. Panowała wysoka śmiertelność. Dziennie umierało od 5 do 10 osób. Umarłych bądź rozstrzelanych chowano w 50-metrowym masowym grobie.
Po zimie w obozie pozostało zaledwie 3659 jeńców, a po dwóch kolejnych miesiącach liczba ich spadła do 2357 osób. 1 maja w obozie pozostało 1006 osób, a do 1 września tylko 50. Stalag XII E rozwiązano 1 października 1942. Szacuje się, że zginęło w nim około 7000 Rosjan i Włochów.